# Trasgressioni Dunkerque

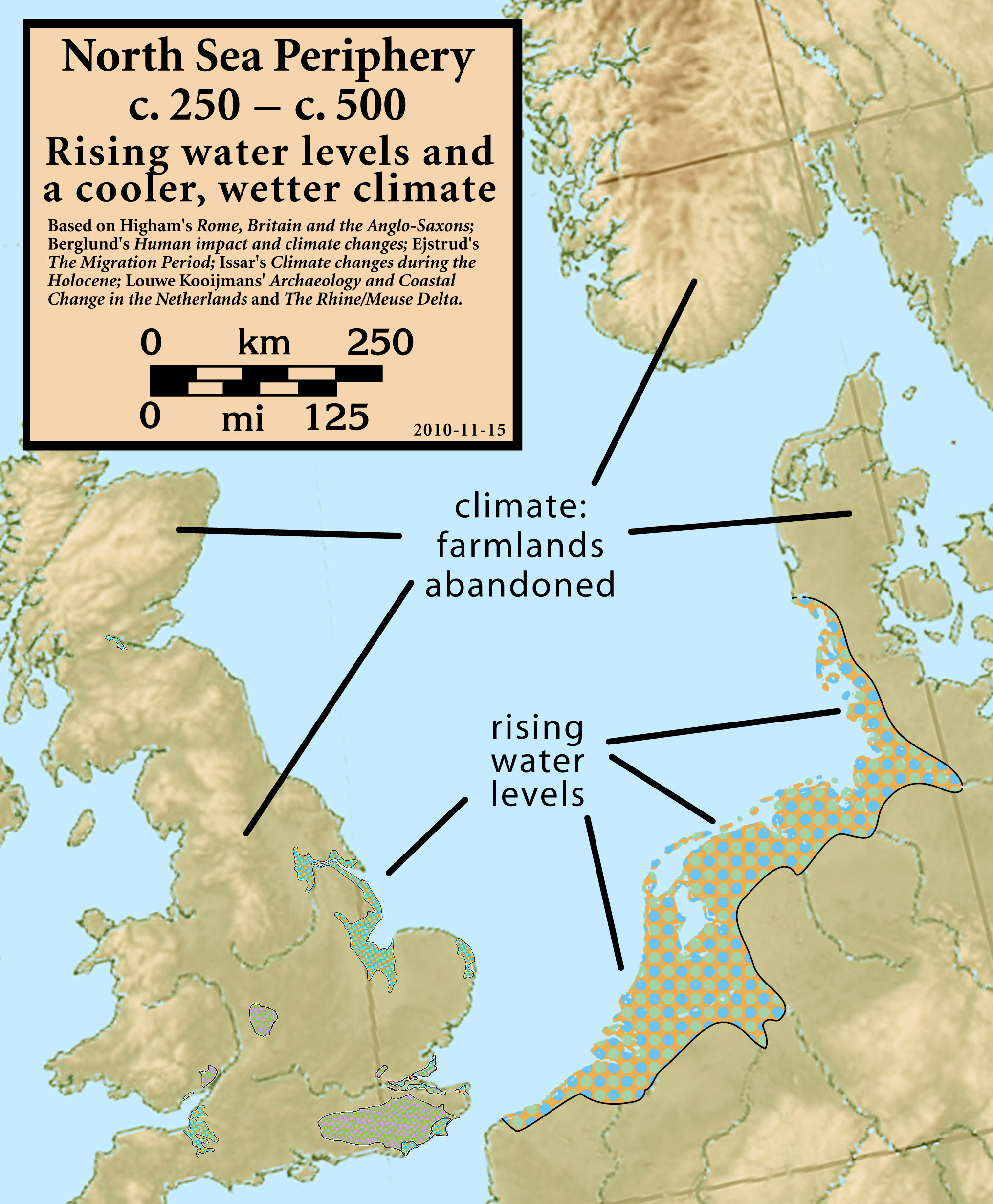
Il Mare del Nord tra il 250 e il 550 d.C.: livelli del mare in crescita e clima più fresco e umido.

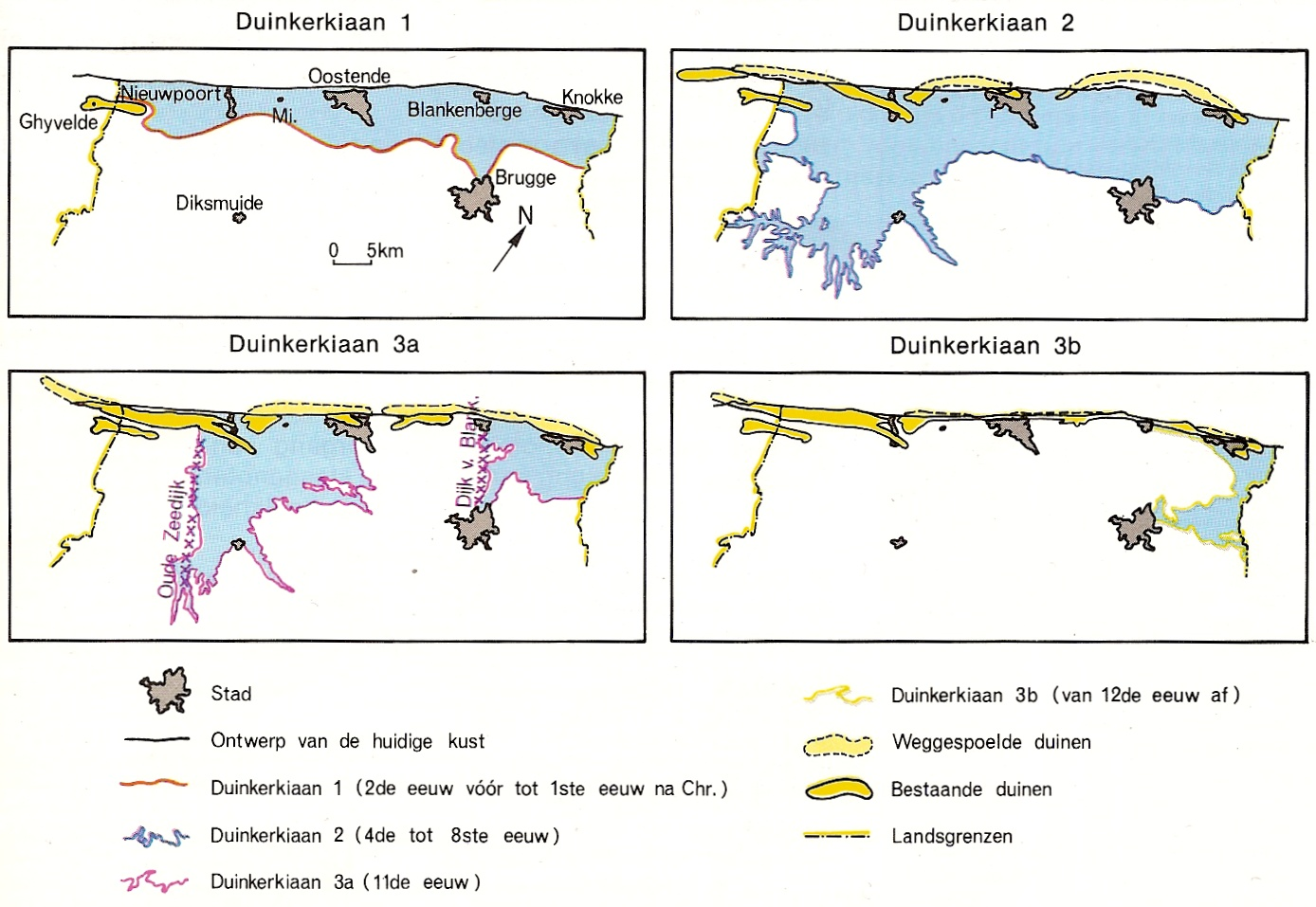
I limiti geografici delle trasgressioni Dunkerque.

Le trasgressioni Dunkerque furono tre episodi di trasgressione marina (innalzamento del livello del mare), che coinvolsero le coste dei Paesi Bassi durante il tardo impero romano.
Dati geologici derivanti da indagini sui suoli e la mancanza di manufatti derivanti dall'occupazione umana, portarono gli studiosi a formulare l'ipotesi che, tra il III secolo d.C. e il 1050, una gran parte dei Paesi Bassi era sommersa dal mare.
Viene identificato come "trasgressione Dunkerque III", per indicare che si tratta del terzo episodio trasgressivo della serie.
La realtà degli eventi, ipoteticamente determinati da fasi cicliche di importanti innalzamenti del livello del mare in tempi storici, è tuttora discussa.
La bassa costa continentale europea fu scarsamente popolata fino a circa il 200 a.C., quando il clima e l'ambiente divennero più confacenti all'insediamento umano.
Le condizioni rimasero favorevoli dal 200 a.C. al 250 d.C. e la regione divenne densamente popolata in questo periodo.
Tuttavia la regione subì una serie di trasgressioni marine (classificate da Dunkerque 0 a Dunkerque IIIb), caratterizzate da un innalzamento del livello delle acque e da alluvioni, che lasciarono strati di argilla sul terreno.
Il fenomeno più intenso avvenne con la "trasgressione Dunkerque II", che iniziò nel III secolo e divenne sempre più significativa, rendendo vaste aree della costa inabitabili all'incirca fra il 350 d.C. e il 700 d.C..
Le popolazioni furono costrette ad abbandonare le loro case e ad emigrare.

Analoga situazione è stata descritta dagli archeologi che studiano l'area del delta di Reno e Mosa (Zelanda, il Brabante Settentrionale, parti dell'Olanda Meridionale e del Limburgo), la Frisia, Groninga, la Frisia Orientale e l'estuario di Weser/Jade, Dithmarschen, Eiderstedt e la Frisia Settentrionale.
Nel delta di Reno/Mosa, la popolazione divenne scarsa.
Tra V e VII secolo, nella regione del delta vi furono pochi centri abitati, mentre non sono stati tuttora individuati insediamenti nelle aree dell'estuario e delle torbiere.
L'area non fu ripopolata fino all'Età carolingia.
Le aree su cui si depositarono argille fluviali furono coperte da un tale livello di sedimenti che abitarvi fu quasi impossibile tra il 250 e il 650 d.C..